# Klaus Müller (Fußballspieler, 1953)
Klaus Müller (* 26. Januar 1953 in Dresden) ist ein ehemaliger deutscher Fußballspieler. In der höchsten Spielklasse des DDR-Fußballs, der Oberliga, spielte er für die SG Dynamo Dresden und den FC Karl-Marx-Stadt. Müller ist zweifacher DDR-A-Nationalspieler.

## Sportliche Laufbahn

### Gemeinschafts- und Clubstationen
Müller wuchs im Dresdner Stadtteil Trachenberge auf und begann in der Nachwuchsabteilung der dortigen Betriebssportgemeinschaft (BSG) Motor West seine Laufbahn im organisierten Fußballsport. Über die FSV Lokomotive Dresden kam er 1969 zur Juniorenoberligamannschaft der SG Dynamo Dresden.
Im überregionalen Männerfußball debütierte Klaus Müller in der Saison 1970/71 in der Zweitvertretung der SG Dynamo Dresden in der zweitklassigen Liga, die in den darauffolgenden beiden Spielzeiten sein maßgebliches Betätigungsfeld darstellten. Mit neun Treffern für SG Dynamo II 1972/73 unterstrich der spätere Verteidiger seine Torgefahr und machte bei Walter Fritzsch auf sich aufmerksam. Zu seinem ersten Einsatz in der Oberliga, der höchsten ostdeutschen Fußballklasse, kam er gegen Ende der Saison 1972/73 am 9. Juni 1973 beim 3:0-Heimspielerfolg der Dynamos gegen die BSG Chemie Leipzig. Er war als Mittelstürmer aufgeboten worden und erzielte mit dem 2:0 bereits bei seinem Debüt sein erstes Oberligator. Bis zum Saisonende bestritt er noch weitere drei Erstligaspiele, ebenfalls als Mittelstürmer, und erreichte mit dem Gewinn der DDR-Meisterschaft seinen ersten Titel. In der Saison 1973/74 spielte er neunmal in der Oberliga; im Jahr darauf kam er dort nicht zum Einsatz. Erst in der Saison 1975/76 konnte er sich mit 18 von 26 möglichen Oberligaspielen besser in Szene setzen. Danach hatte er endgültig den Sprung zum Stammspieler geschafft, nun auf der Position des linken Verteidigers. In den Jahren 1976, 1977 und 1978 kam er zu weiteren Meistertiteln. 1977 schaffte er sogar das Double, als Dynamo am 28. Mai mit Müller als Linksverteidiger mit einem 3:2-Sieg über den 1. Lokomotive Leipzig den DDR-Fußballpokal gewann.
In der Saison 1978/79 kam er verletzungsbedingt nur in acht Oberligaspielen zum Einsatz, in der darauffolgenden Spielzeit fiel er in der Hinserie völlig aus. Zu Jahresbeginn 1980 vollzogen Dynamo Dresden und der FC Karl-Marx-Stadt einen Spielertausch. Vom FCK kam Wolfgang Ihle nach Dresden, während Klaus Müller zum Karl-Marx-Städter Klub wechselte. Dort absolvierte Müller vom 15. Spieltag der Saison 1979/80 bis zum dritten Spieltag der Saison 1980/81 13 Oberligaspiele. Im September 1980 wurde der Tausch wieder rückgängig gemacht, beide Spieler kehrten zu ihrem ursprünglichen Klub zurück. Bis Anfang 1981 stand Müller noch in vier Oberligaspielen für Dynamo Dresden auf dem Platz, danach musste er wegen seiner Verletzungsanfälligkeit seine Laufbahn endgültig beenden.

### Auswahleinsätze
Am 5. September 1970 absolvierte er sein erstes Länderspiel mit der DDR-Juniorennationalelf. In der Begegnung zwischen der Tschechoslowakei und der DDR (1:1), die im Rahmen der Jugendwettkämpfe der Freundschaft in Polen ausgetragen wurde, wurde er als rechter Mittelfeldspieler aufgeboten. Bis 1971 brachte er es auf insgesamt 18 Länderspiele. Beim UEFA-Juniorenturnier, der inoffiziellen Europameisterschaft dieser Altersklasse, im Mai 1971 wurde er mit der ostdeutschen U-18 Dritter.
Mitte der 1970er-Jahre wurde der Dresdner noch viermal in der Nachwuchsauswahl des DFV eingesetzt. Dreimal boten die Trainer Müller auch in der B-Nationalelf der DDR auf.
Im Herbst 1976 kam er zu zwei A-Länderspielen in der DDR-Nationalmannschaft. Am 27. Oktober wurde er im Spiel Bulgarien – DDR (0:4) und am 17. November in der Begegnung DDR – Türkei (1:1) jeweils auf seiner Stammposition linker Verteidiger eingesetzt. Da er jedoch nur als Ersatz für den verletzten Lothar Kurbjuweit zum Einsatz kam und sich an diesem nicht vorbeikämpfen konnte, blieb es bei diesen beiden Begegnungen in der Buschner-Elf.

## Weiterer Werdegang
Von 1981 bis zu deren Auflösung im Sommer 1989 war Klaus Müller sportlicher Leiter der 2. Mannschaft von Dynamo Dresden. Nach der Wende war er im wiedervereinigten Deutschland im Versicherungsgeschäft tätig.